# Roman Młodkowski

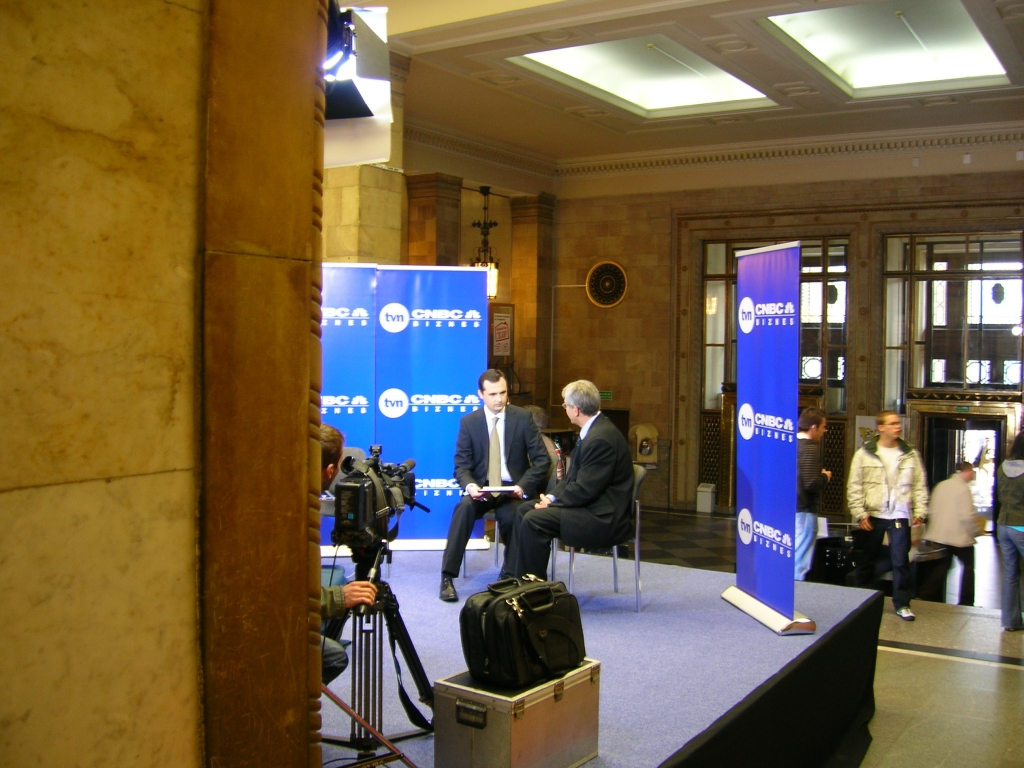
Roman Młodkowski podczas prowadzenia audycji w kanale TVN CNBC.

Roman Młodkowski (ur. 2 kwietnia 1971 w Krakowie) – polski dziennikarz, manager mediów i niezależny konsultant, były redaktor naczelny i twórca TVN CNBC, były dyrektor działu serwisów biznesowych TVN.

## Życiorys
Ukończył I Liceum Ogólnokształcące im. Bartłomieja Nowodworskiego w Krakowie, a następnie studiował teatrologię i prawo na Uniwersytecie Jagiellońskim oraz nauki polityczne na Uniwersytecie Warszawskim. Absolwent Advanced Management Program IESE Business School (2009).
Pracę zawodową zaczął na początku lat 90., pracując w radiu RMF FM kolejno jako depeszowiec, prezentując Fakty RMF FM i współtworząc magazyn Radio, Muzyka, Fakty. Od 1996 roku prowadził programy informacyjne w Telewizji Wisła w Krakowie. W 1997 rozpoczął pracę w TVN, najpierw pracował jako reporter krajowy, później producent informacji zagranicznych. Od września 1998 roku był autorem magazynu Fakty, ludzie, pieniądze w TVN. Był też współautorem i współprowadzącym weekendowych wydań Faktów TVN.
Jest współtwórcą TVN24, a także od lutego 2001 był szefem redakcji biznesowej. Od początku istnienia stacji był prowadzącym programy biznesowe (Biznes i gospodarka i Bilans). Prowadził m.in. program Firma o tym, jak stworzyć własny biznes, oraz pierwszy polski magazyn ekonomiczno-informacyjny Fakty, ludzie, pieniądze.
W lipcu 2013 przestał pełnić funkcję dyrektora programowego i redaktora naczelnego TVN CNBC. W latach 2016–2018 pracował w Grupie Grupa Onet-RAS Polska. Od 2018 wiceprezes spółki New Story sp. z o.o.. Jest współtwórcą kanału Biznes24 nadającego od 20 marca 2020.

## Nagrody i odznaczenia[2]
Roman Młodkowski jest laureatem wielu nagród:
- Bazar 1999 w kategorii „najlepszy magazyn ekonomiczny”,
- Nagroda Czytelników Gazety Prawnej 2000 (Fakty ludzie, pieniądze ulubionym programem czytelników gazety),
- Nagroda im. Władysława Grabskiego w kategorii „telewizja” za cykl magazynów Bilans,
- Bazar 2005 – nagroda Prezesa Krajowej Izby Gospodarczej za magazyn „Firma”,
- Siła Przedsiębiorczości – wyróżnienie Studenckiego Forum Business Centre Club za „promowanie przedsiębiorczych postaw w Polsce poprzez cykl programów o tematyce własnej firmy w TVN24”,
- Bazar 2006 – nagroda specjalna X Ogólnopolskiego Przeglądu Telewizyjnych Programów Gospodarczych „Bazar” w kategorii publicystyka,
- Nagroda im. Dariusza Fikusa w kategorii „twórca mediów”,
- Nagroda Kisiela 2006 w kategorii „publicysta”,
- Nagroda Grand Press 2006 w kategorii „Dziennikarstwo specjalistyczne”,
- Nagroda Konfederacji Pracodawców Polskich WEKTOR 2007 za „dziennikarską rzetelność, wiedzę i niestrudzoną popularyzację zasad wolnego rynku oraz ekonomicznego rozsądku”.
- 2012 – Odznaczony Odznaką Honorową „Bene Merito”[7].